# Hyperprosopon argenteum
Hyperprosopon argenteum är en fiskart som beskrevs av Gibbons, 1854. Hyperprosopon argenteum ingår i släktet Hyperprosopon och familjen Embiotocidae. Inga underarter finns listade i Catalogue of Life.